# Jabaloe
Jabaloe is een Vlaamse jeugd-/comedyserie geproduceerd door Studio 100. De serie is bedacht door Gert Verhulst en bestaat uit drie seizoenen.

## Inhoud
De serie speelt zich af in de saloon van Moe Jabaloe, waar ze met haar zoon Joe woont. Samen met Bessy, Twinkly, Sheriff Jack en Slampie beleven ze de gekste avonturen.

## Personages
| Personage    | Acteur             | Omschrijving                                                                                         |
| ------------ | ------------------ | --- |
| Joe Jabaloe  | Maarten Schuermans | De stoere zoon van Moe Jabaloe.                                                                      |
| Bessy        | Joyce Beullens     | Joes beste vriendin, die graag zingt en de enige vrouwelijke cowboy is.                              |
| Moe Jabaloe  | Walter Baele       | De uitbaatster van de Saloon, met een kort lontje en de moeder van Joe, die zij vaak voor schut zet. |
| Twinkly      | Danny Houtkooper   | Een door glitter en glamour geobsedeerde cowboy uit Las Vegas.                                       |
| Sheriff Jack | Sven De Ridder     | De bazige sheriff van Jabaloe Town.                                                                  |
| Slampie      | Peter Thyssen      | Een ietwat domme en naïeve cowboy.                                                                   |

## Afleveringen
| Seizoen | Afleveringen (totaal) | Afleveringen (seizoen) | Intromuziek       | Speelduur (totaal) |
| ------- | --------------------- | ---------------------- | ----------------- | ------------------ |
| 1       | 45                    | 15                     | Jabaloe - Jabaloe | ± 192 min.         |
| 2       | 45                    | 15                     | Jabaloe - Jabaloe | ± 197 min.         |
| 3       | 45                    | 15                     | Jabaloe - Jabaloe | ± 183 min.         |

Gegevens: VTM GO KIDS

### Seizoen 1
Het eerste seizoen was in Vlaanderen in het voorjaar van 2012 bij vtmKzoom te zien.
| Serie nr. | Seizoen nr. | Titel                               |
| --------- | ----------- | ----------------------------------- |
| 1         | 1           | Miss Jabaloe-verkiezing             |
| 2         | 2           | Super Sheriff                       |
| 3         | 3           | De Jabaloe Town Grapjesdag          |
| 4         | 4           | Stoere Bessy                        |
| 5         | 5           | De Grote Moe Jabaloe Bonenwedstrijd |
| 6         | 6           | De bruid                            |
| 7         | 7           | Zieke sheriff                       |
| 8         | 8           | Het gouden hoefijzer                |
| 9         | 9           | Het spook van Jabaloe Town          |
| 10        | 10          | Tweelingbroers                      |
| 11        | 11          | Het verjaardagsduel                 |
| 12        | 12          | Interim Sheriff                     |
| 13        | 13          | De schat van Jabaloe Saloon         |
| 14        | 14          | Het Toneelstuk                      |
| 15        | 15          | Las Vegas                           |

### Seizoen 2
De afleveringen waren in Vlaanderen vanaf 11 februari 2013 bij vtmKzoom te zien.
| Serie nr. | Seizoen nr. | Titel                       |
| --------- | ----------- | --------------------------- |
| 16        | 1           | De Jabaloe Saloon Quiz      |
| 17        | 2           | Horoscoop                   |
| 18        | 3           | Joe verliefd                |
| 19        | 4           | De kip met de gouden eieren |
| 20        | 5           | Superster Bessy             |
| 21        | 6           | De Far West Fotowedstrijd   |
| 22        | 7           | Lou Jabaloe Supercactuslijm |
| 23        | 8           | In de huwelijkskoets        |
| 24        | 9           | De Jabaloe Town Special     |
| 25        | 10          | De Jabaloe Sport Trofee     |
| 26        | 11          | Blind date                  |
| 27        | 12          | Baby Blues                  |
| 28        | 13          | Tornado                     |
| 29        | 14          | Oliebaron                   |
| 30        | 15          | Wanted: hoed                |

### Seizoen 3
De afleveringen waren in Vlaanderen vanaf 30 september 2013 bij vtmKzoom te zien.
| Serie nr. | Seizoen nr. | Titel                            |
| --------- | ----------- | -------------------------------- |
| 31        | 1           | De burgemeesters                 |
| 32        | 2           | De automaat                      |
| 33        | 3           | Dromenvanger                     |
| 34        | 4           | Strenge sheriff                  |
| 35        | 5           | Hotel Jabaloe                    |
| 36        | 6           | Cowboys met een slechte gewoonte |
| 37        | 7           | Het afscheid                     |
| 38        | 8           | Geluksklavertjesvier             |
| 39        | 9           | Het Jabaloe Saloon Journaal      |
| 40        | 10          | Prinses Moe Jabaloe              |
| 41        | 11          | Bessy's held                     |
| 42        | 12          | Polly Poodles                    |
| 43        | 13          | Moe's cuisine                    |
| 44        | 14          | De erfenis van Twinkly           |
| 45        | 15          | Het verrassingsfeest             |

## Cd's
| Soort cd                 | Titel cd | Liedjes    |
| ------------------------ | -------- | ---------- |
| Digitale single (iTunes) | Jabaloe  | 1. Jabaloe |

## Dvd's
| Dvd nr. | Titel dvd            |
| --- | -------------------- |
| 1 | Super Sheriff (2012) |
| Afleveringen: 1. Super Sheriff 2. Stoere Bessy 3. De Grote Moe Jabaloe Bonenwedstrijd 4. De Jabaloe Town Grapjesdag 5. Miss Jabaloe-verkiezing 6. Het gouden hoefijzer. Bonus: Clip 'Jabaloe', trailer |                      |

| Dvd nr. | Titel dvd                    |
| --- | ---------------------------- |
| 2 | Op zoek naar de schat (2012) |
| Afleveringen: 1. De schat van Jabaloe Saloon 2. De bruid 3. Het verjaardagsduel 4. Zieke Sheriff 5. Het spook van Jabaloe Town 6. Het toneelstuk |                              |

| Dvd nr. | Titel dvd           |
| --- | ------------------- |
| 3 | Joe verliefd (2013) |
| Afleveringen: 1. Joe verliefd 2. Interim Sheriff 3. Las Vegas 4. Tweelingbroers 5. The Jabaloe Saloon Quiz 6. Horoscoop |                     |

## Trivia
- Jabaloe was de tweede sitcom die Studio 100 produceerde voor kinderen, na Hallo K3!